# Donne con le gonne
Donne con le gonne è un film del 1991 diretto da Francesco Nuti.

## Trama
Renzo Calabrese, medico dentista, si innamora dell'irrequieta femminista Margherita, con cui ha un rapporto assai turbolento a causa dell'emancipazione di lei. Questa situazione continua anche dopo il matrimonio, fino a quando Renzo decide di sequestrare la moglie e tenerla segregata in un casolare di campagna, costringendola al ruolo di donna dedita totalmente ai lavori casalinghi.
Accusato dalla moglie, che è riuscita a liberarsi, nonostante la strenua difesa dell'avvocato Carabba egli viene condannato e resta in prigione per tre anni.
Una volta fuori, Renzo torna con la moglie e, nonostante i continui litigi, i due invecchiano insieme, dopo anche aver messo al mondo alcuni figli.

## Incassi
Il film fu un successo, con più di 20 miliardi di lire incassati al botteghino nel Natale del 1991. È stato il terzo film di maggior incasso della stagione cinematografica italiana 1991-1992.